# Eurydice pontica
Eurydice pontica is een pissebed uit de familie Cirolanidae. De wetenschappelijke naam van de soort is voor het eerst geldig gepubliceerd in 1868 door Czerniavsky.